# Distracción (magia)

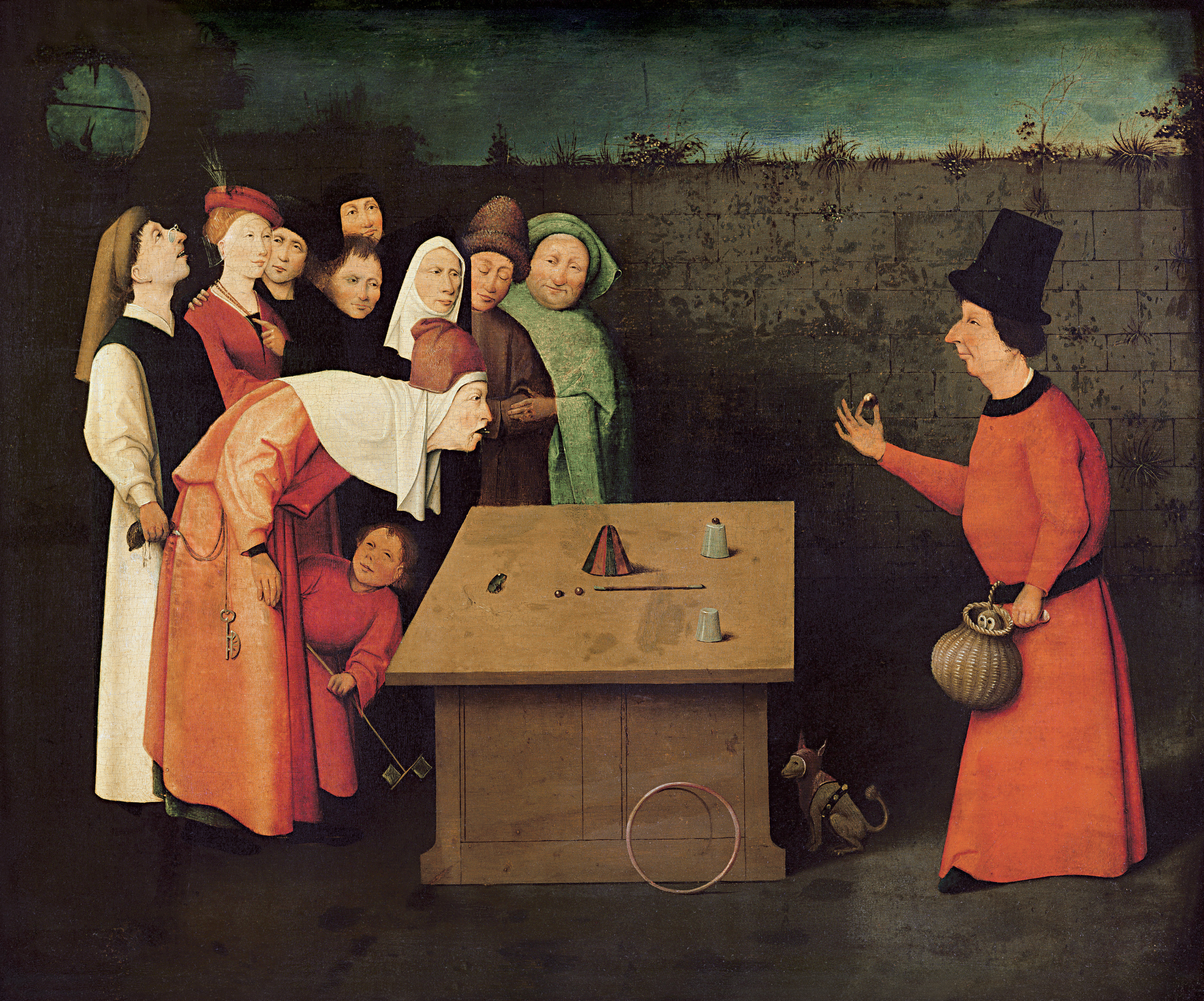
En la pintura de Bosch El prestidigitador, la figura de la izquierda roba un objeto de un miembro de la audiencia que está observando atentamente la realización de un truco de magia.

En el ilusionismo, la distracción (en inglés misdirection, 'desvío') es una forma de engaño en la que el artista atrae la atención de la audiencia hacia una cosa para distraerla de otra. Controlar la atención del público es el objetivo de todo teatro y es el requisito principal de todos los actos de magia. Ya sea un simple truco de bolsillo o una gran producción escénica, el secreto central es la distracción. Este término se refiere tanto al efecto de hacer que el espectador dirija su atención a un objeto sin importancia, así como a la prestidigitación o divagación del ilusionista. 
Una referencia temprana a la distracción (misdirection) aparece en los escritos del artista y escritor influyente Nevil Maskelyne: "Consiste, sin duda, en engañar a los sentidos del espectador, con el fin de nublar la detección de ciertos detalles que se requieren mantener en secreto". Casi al mismo tiempo, el mago, artista y autor Harlan Tarbell señaló: "Casi todo el arte de la prestidigitación depende de este arte de la distracción".
Henry Hay describe el acto central de prestidigitar como "una manipulación del interés".
Los magos distraen o desvían la atención de la audiencia de dos formas básicas. Una es dirigir la visión del público hacia otro lado por un momento fugaz, para que no detecten algún truco o movimiento. La otra opción es amañar la percepción de la audiencia, hacerles creer que un factor misterioso tiene que ver con la realización del truco cuando en realidad no tiene nada que ver con la ilusión. Dariel Fitzkee señala que: "La verdadera habilidad del mago está en la habilidad que exhibe para influir en la mente de los espectadores". Además, a veces un accesorio como una "varita mágica" facilita la distracción.

## En la práctica
En The Encyclopedia of Magic and Magicians, el autor TA Waters escribe que "La distracción es la piedra angular de casi toda la magia exitosa; sin ella, es poco probable que incluso la prestidigitación más hábil o la maquinaria más especializada creen la ilusión de una magia de verdad". La distracción utiliza los límites de la mente humana para dar una imagen y memoria equivocada. La mente de un miembro típico de la audiencia solo puede concentrarse en una cosa a la vez. El mago utiliza esto para manipular las ideas o las percepciones de información sensorial de la audiencia, llevándola a conclusiones falsas.
El ilusionista puede dirigir la atención de la audiencia de varias formas. En el libro, The Secret Art of Magic, los autores Eric Evans y Nowlin Craver postulan que la magia está directamente relacionada con la guerra y se basa en los mismos principios para el éxito. Hacen referencia al arte de la guerra de Sun Tzu para mostrar cómo el engaño es esencial para cualquier campaña exitosa. Craver continúa ilustrando, a través de las 36 estrategias, cómo ellos forman un modelo para cada método conocido de distracción. En la Segunda Guerra Mundial, la inteligencia militar británica empleó al mago de escenario Jasper Maskelyne para que ayudará a idear varias formas de distracción, como artimañas, engaños y camuflaje.
Los magos que han investigado y desarrollado técnicas de distracción incluyen a Max Malini, John Ramsay, Tommy Wonder, Derren Brown, Juan Tamariz, Tony Slydini, y Dai Vernon .

## Controversia del términomisdirection
En su libro de 1948, Principles and Deceptions, Arthur Buckley cuestiona la exactitud del término inglés misdirection. Desde ese momento, los magos han debatido el uso del término, creando una gran discusión sobre qué es y cómo funciona. Buckley hizo una distinción entre misdirection y direction (desvío y dirección). Uno es un término negativo y el otro positivo. En última instancia, equipara los dos conceptos como la misma cosa: "Si un artista de alguna manera ha dirigido los pensamientos de su audiencia a la conclusión de que ha hecho algo que no ha hecho, los ha dirigido erróneamente a esta creencia, por lo tanto, desvío".
Jacobus Maria Bemelman, bajo el nombre artístico de Tommy Wonder, ha señalado que es mucho más efectivo, desde el punto de vista del mago, concentrarse en el objetivo positivo de dirigir la atención del público. Escribe que "Misdirection implica dirección 'equivocada'. Sugiere que la atención se dirige lejos de algo. Al usar constantemente este término, eventualmente se vuelve tan arraigado en nuestras mentes que podríamos comenzar a percibir que la misdirection desvía la atención de algo más que hacia algo".
Bill Wisch, protegido de Tony Slydini, en su gira de conferencias de octubre-noviembre de 2019 "Slydini Inspiration" en Estados Unidos, combinó dos definiciones de Tony Slydini en una única coherente. Bill explicó que cuando le preguntó a Slydini "¿Qué es la misdirection?", Slydini repetía "si lo crees, ellos lo creerán" y "la magia es algo que no ven". Bill unificó las frases en esta: "La misdirection es verdadera cuando ellos creen lo que haces y luego te siguen".